# アヒンサー (ジャイナ教)
ジャイナ教におけるアヒンサー(Ahiṃsā)は倫理・教理の礎石となる基本的な原理である。「アヒンサー」(サンスクリット: अहिंसा, Ahiṃsā)は「非暴力」、どんな形の生命をも傷つける欲求がないことを意味する。ジャイナ教における菜食主義その他の非暴力的な営為・儀式はアヒンサーの原理に由来する。アディアン・ランキンによれば、アヒンサーの概念はジャイナ教と非常に強く絡み合っているために、アヒンサーというとすぐに思い浮かぶのは口を覆っていて大病を患っていたり奇形であったりする鳥獣が守られ大事にされるジャイナ教独自の動物の聖域やもっとも小さな形の生命を傷つけるのも避けるために自分の前方の地面を小さな箒で掃く修行者であるという。古代の宗教がこういったことをはっきりと表明したことは人間がほかの生物に優越しているという快適な―そして普遍的に近い―臆説に対する挑戦であった。
ジャイナ教におけるアヒンサーの概念は他の哲学にみられる非暴力の教説とは大きく異なる。他の宗派においては、暴力はたいてい他者を傷つけることと関係している。一方、ジャイナ教では、暴力は主に自分自身を傷つけることを言う。というのは、暴力とは魂自体がモクシャ、つまり解脱へ至る能力を妨げる行動だからである。これは他者を傷つけることが最終的に自分自身を傷つけることになるのだから、ジャイナ教におけるアヒンサーも他者を傷つけることの欠如をも意味する。さらに、ジャイナ教ではこのアヒンサーの概念を人間に限らず動物、植物、微生物、命のある全ての存在や生命力を持つものにまで拡張している。全ての生命は神聖であり、誰もが恐れを抱くことなく可能性を最大限に発揮して生きる権利を持っている。アヒンサーの戒律を守る者が生命に恐れを抱かせることはない。ジャイナ教によれば、「アブハヤダーナム」としても知られている生命の保護は人間のなしうる最高の慈愛である。
アヒンサーは実際になされる暴力がないことのみを指すのではなく、どんな種類の暴力に関してもそれにふけろうという欲求がないことを指す。こういったジャイナ教のアヒンサーの原理はマハトマ・ガンディーに、ジャイナ哲学者シュリマド・ラージャチャンドラとの親交を通じて強く影響した。これによって植民地支配に対抗してサティアグラーハ(真理の三角形)の基礎が形成され、ガンディーが現代ヒンドゥー教習俗の多様な面に関して再考することとなった。ジャイナ教は異教徒に改宗を迫る宗教ではなく、教義を唱道する組織だった体系を有さないが、長い年月を通じて非暴力と菜食主義の唱道を強く前面に押し出し続けてきた。アヒンサーはジャイナ哲学の中核をなし、長い年月を通じてジャイナ教のアーチャーリヤ達はアヒンサーの諸相に関する緻密にして精細な教義を作り上げてきた。

## 哲学的概観

### 非暴力の戒律
アヒンサー(Ahiṃsā)はジャイナ教において修行者の五大誓戒の第一のものとして、そして在家信者の小誓戒の第一のものとして定式化されている。

#### 出家者の戒律
ジャイナ教の修行者は出家する際にマハーヴラタとして知られている五大誓戒を宣言するが、アヒンサーはそのうちの第一番目に位置している。ジャイナ教の修行者たちは世界でも最も「非暴力」的な人々とされる。ジャイナ教の修行者は時には自らの生命を犠牲にすることをも厭わず、高いレベルでアヒンサーの戒律を守ることが期待される。他の四つの誓戒―非妄語、非与取、非淫、非所有―は実際のところ第一の完全な非暴力という誓戒を拡張したものに過ぎない。アムリタチャンドラ・スーリはこう言っている:
「虚偽、窃盗、執着、不道徳といったあらゆる種類の罪は魂の純粋性を破壊するような種類の暴力なのである。これらは理解を助けるために個々に列挙したに過ぎない。」
- Puruṣārthasiddhyupāya 4.42.
修行者のアヒンサーに関係する行動
俗世の物事や所有に対する断絶、一つの場所に長くとどまらないこと、断食などの禁欲を続けることといった修行者の行動はアヒンサーの遵守を目的としている。ジャイナ教の托鉢修行者は勤勉に、歩くだけでも無数の微小な者たちを殺していることを自覚して食事や睡眠、歩く場所といった行動を規定する厳格な戒律に従う。彼らは一般的に足を踏み入れる前に虫がいなくさせるために地面を掃く。服すら着ず、自分のために用意されたのでない食事だけを食べる僧侶もいる。三つのグプティス(guptis)つまり心・発話・身体の制御と五つのサミティ(samiti)つまり歩行、会話、托鉢、物品の所有、物品の放棄に関する規定の遵守はアヒンサーの戒律を余すところなく遵守するうえで修行者を助けるために設計されている。実際に、修行者の一日は心、身体、発言を通じて間違いなくアヒンサーの戒律を遵守することのみに費やされる。修行者のこうした一見極端な振る舞いは、どんなに細かなことであってもすべての行動が魂を束縛して解脱を妨げるような、特にヒンサー(hiṃsā)を招くような、カルマの影響を持つというような感覚に由来する。

#### 在家信者の戒律
ジャイナ教の在家信者は自分の家を守り職に就くことを強いられているため、出家信者の五大誓戒を守ることはできない。それゆえ彼らはアニュヴラタ、つまり、出家者の五大誓戒と同内容ではあるがあまり厳密に守られない五小誓戒を守っている。在家信者にとって生業、調理、自己防衛等々の過程で、ある意味で不動の存在を傷つけるのは避けがたい。このために彼らは必要な目的や断固とした意図がない限りは運動や感覚の能力がある存在を、それが無害なら殺さないと誓う。それに伴って、怒りやその他の激情に汚染されているような、傷つけたり、破壊したり、重荷を背負わせたり、心を持つ動物や人間から食料や飲料を奪うことは、アヒンサーの戒律の五つのアティチャーラ(aticāra)つまり咎である。しかし、五大誓戒が遵守されなければ限定された形でしか魂が発展しないし解放されることはないと理解されている。
在家信者によるアヒンサーの実践
ジャイナ教は厳格な菜食主義を要求するおそらく世界でも唯一の宗教である。根菜、鱗茎、たくさんの種子を持つ野菜その他のような生物を傷つけることにかかわるような植物性の食品ですら厳格なジャイナ教徒は避ける。アヒンサーの重要性は他にもジャイナ教徒の多くの生活様式に現れている。そのためしばしば在家信者は、生物に対して暴力をふるうことが最も少ない職業である商業に携わることになる。毛皮、羽毛、絹などでできた服は着ない。革の使用は最小限に抑えられ、何らかの出来事で自然死した動物のものだけが使われなければいけない。食事は可能な限り日中に食べられる、というのは夜間に調理を行うと虫を殺してしまう可能性が高いからである。迷い込んだ虫が死んでしまうことのないように、ジャイナ教徒たちは燈火を囲っておき、水を入れた器に覆いをかける。同種の用心として、水は使う前に必ず濾しておく。長い年月の間、ジャイナ教徒は暴力を必然的に伴う職業に就くことを避け続けてきており、このために不釣り合いな割合のジャイナ教徒が銀行業、商業、その他商取引関係の職に就いている。

### 重要な構成要素
ジャイナ教では出家信者は徹底的な非暴力の順守を強いられるが、一方で人間は自身の肉体を保持するために常に飲食、呼吸、生存といった他者破壊的な活動に携わることを強いられていると言われる。ジャイナ教にとって、生命は宇宙の全領域に浸透している微細な生物を含む無限の存在とともに偏在しているものである。それゆえ、動物を殺すことを完全に避けることが可能であるにしても空気中や水中の微細な微生物や植物や他の歩いてる間に潰してしまうような虫を殺すことを完全に避けるのは不可能である。そのため、生物を破壊してしまうリスクが常に存在していることによって修行者が完全な克己と非暴力を達成しようとするうえで言い訳のきかない重荷が生まれるように思われる。
しかし、ジャイナ教のアヒンサーの概念は一般的に暴力だと思われているものと全く異なる。暴力は行動自体よりもむしろ行動の原因と結果によって定義される。さらに、ジャイナ経典によれば、より下等な生物を破壊することは発達した動物を破壊するより少量のカルマをもたらすし、宗教的な義務を間違いなく遵守するうえで生まれたカルマはほぼ即座に消滅するという。そのため、執着心を持たずに純粋な精神的本分と気遣いを遵守することで宗教的義務を果たす過程で生物に対する外的な暴力が起こったとしても正しい知識があれば完全な非暴力を守ることは可能である。

#### 気遣い
ジャイナ教によれば、自らの活動に不注意な修行僧は生物が生きているか死んでいるかにかかわらず暴力の罪を犯している。一方、戒律を守ることに慎重で警戒している人に関しては、単に彼の行為によって暴力が起こっているからといってカルマを得ることはない。ジャイナ教において気遣いは暴力から修行者を守る者とみなされるようになってきた。ウッタラーディヤヤナ・スートラ(Uttarādhyayana Sūtra)のうちもっとも有名な一節では、マハーヴィーラが第一の弟子ガウタマに対して生涯の中でカルマを完全に破壊して完全になろうという目的が不注意のために完全に失われることのないように「常に注意深くあること」をいつも熱心に進めているさまを記述している。タットヴァールタスートラではヒンサー(hiṃsā)つまり暴力を単純に「心、身体、発話の不注意な活動によって命が奪われること」と定義されている。このためジャイナ教における行為は不注意を伴っているときにのみ本当に暴力であるとみなされるようになっていった。

#### 精神状態と意図
ポール・デュンダスがアーチャーリヤ・ジナバドラ(7世紀)の、宇宙に生命体が偏在しているからといって必ずしも修行者が普通の行動をとってはいけないことにはならないという教説を引用している:
「究極的には意図こそが問題なのである。現実的な観点から言って、人間は単に殺したとか世界に魂がひしめいているか、世界が初々しいままだとか、物理的に殺したわけではないからといって人間が殺す者ということにはならない。人間が実際に殺したとしても、殺そうという意図があって初めて殺す者になる。医者が患者に苦痛を与えても暴力ということにはならないし意図が純粋であるから罪にはならない、というのは外的な行為は決定要因ではなく、意図こそが決定的な要因だからである
それゆえジャイナ教では、意図が純粋であっても不注意な行為はしばしば無意識のうちに暴力を起こすことが認められているので気遣いを伴った純粋な意図がアヒンサーの実践の上で必要だとされる。

#### 知識
ジャイナ教ではアヒンサーを実践する前提となる正しい知識というものが想定されてもいる。アヒンサーを間違いなく実践するためには何が生物で何が無生物なのかを知ることが必要となる。生物と無生物を混同する人は決して非暴力を遵守できない。『ダシャヴァイカーリカ・スートラ』ではこう述べられている:
「第一の知識、思いやり。これによって完全に自己制御できる。善悪の区別もできずにどうして無知な人間が思いやりを持つことができようか?」 – DS iv
さらにこのようにも述べられている –
「生物と非生物について知ること自体によってすべての生物に思いやりを持てるようになる。全ての志望者がこれを知ることは不変の美徳の知識から生じる。無知者に何ができようか?無知者に何が貴く何が悪いかどうしてわかろうか
知識はカルマを破壊するうえでも重要だと考えられている。『サマン・スッタム』にはこうある -
「無知者は自分の行動によって自分のカルマを破壊することはできないが知者は不活動、つまり自分の行動を制御することでカルマを破壊できる。というのは、彼らは強欲や貪欲な情念から解放されており、満足しているのでなんら罪を犯すことがないからである。」 (165)

#### 感覚に基づいた生きている存在の階層構造
ジャイナ教では感覚器官(indriya)と生命力の活力(praṇa)の有無に基づいて生物・無生物を区別する。これによれば、より高度な知覚能力と活力を持つ者が、より苦痛を感じ、苦痛を恐れる能力が高い。それゆえジャイナ教によれば人間、ウシ、トラのような高い知覚能力を持つ者や五感や思考能力、痛みを感じる能力を備えた者に対する暴力が、昆虫のような低級な感覚能力しか持たないものや微生物や植物のように一種類しか感覚能力を持たない者に対する暴力よりも大きなカルマをもたらす。このためジャイナ教では高度な感覚能力を持つ者に対する暴力は完全に避け、一種類しか感覚能力を持たない者に対する暴力も最小限に抑えることが強いられている。

### アネーカーンタヴァーダ - 心の非暴力
アネーカーンタヴァーダは真理の相対性の原理あるいは多元論の教理である。真理は多面的であり、個人では全体を把握できないような多くの面を持っているとジャイナ教では考えられている。アネーカーンタヴァーダとは世界が多面的であり、観測者と観測されるものの時間、場所、性質、状態に相即する観点の無限性に伴って真実が変化し続けることを言っている。ある観点からは真実であることでも別の観点からは疑問符がつけられる。絶対的な真理は一つの個別的な視点からは把握されえない、というのは絶対的な真理は宇宙を形作るすべての互いに異なる観点の総体だからである。こういった教説に根差しているためにジャイナ教では一人の人間の、あるいは一つのコミュニティーの、あるいは一つの国家の、あるいは一つの種の観点を排他的に支持することはない。他の人々にとっては、そして他の生命体にとっては別の考えが妥当であるということがジャイナ教では本質的に認知されている。この認識によってスィヤードヴァーダ、つまり異なる観点から真理について述べる七種の叙述が生まれる。アネーカーンタヴァーダが教理であり、スィヤードヴァーダがその説明となっている。ジャイナ哲学者によればすべての重要な哲学的言明は哲学における教条主義(ekanta)に陥る危険性を排除するためにこの七種の方法で述べられるべきであるという。
スィヤードヴァーダの概念のもとでジャイナ教徒はまず自分の観点から他の哲学における真理を受け入れ、しかる後に相手に他の観点に従うことを教え込む。アネーカーンタヴァーダは反絶対主義であり、「ジャイナ教だけが唯一の正しい信仰の道である」のような主張すら含むあらゆる教条主義に断固として抵抗する。これは知性のアヒンサーつまり心のアヒンサーにも及ぶ。アネーカーンタヴァーダにおいては「思想の戦い」は起こらない、というのは「思想の戦い」は知性のヒンサーつまり傷害であり、まったくもって論理的に肉体的な暴力や戦争を引き起こすからである。今日の世界では、敵対者を画定すること、「敵か味方か」といった形の言明が政治的・宗教的・社会的紛争を徐々に明確に導いている。環境的危機が起こることもこうした反対主義と結びつけられているがそれは環境的危機が人間と「それ以外」の自然という誤った二分法から起こってくるからである。

### 暴力の様々な様相と帰結
アーチャーリヤ・アムリタチャンドラは、人によって、あるいは行為のタイプが同じであるか違うかによって(カルマを引き起こす)暴力の結果がどう違うかを述べている:
- ある人に対しては小さな暴力が深刻な結果をもたらしかねない一方で、別の人には非常に重い暴力が比較的軽微な結果に終わることがある。たとえば、一匹の小さな動物を狩ろうとしているだけの人が深刻な結果をもたらす一方で、寺院や病院を作ろうとする人はその建設のために多数の動物が犠牲になってもより少なめにカルマを受け取る[19]。
- 暴力が二人の人に共同で企てられていても、その二人のうち一方には深刻な結果が起こり、もう一方にはより緩やかな結果が起こることがある。一方がより大きなカルマを受けるリーダーあるいは計画者で、もう一方がより少量のカルマを受ける追従者に過ぎないといった場合にこういうことが起きる[19]。
- 実際には暴力を起こしていない人にヒンサーが帰されることもあれば、実際に暴力を起こした人にヒンサーが帰されない場合もある。たとえば、強盗が犯行に失敗してもなお彼は重罪人である一方で、勤勉な外科医が患者を救おうとした場合は手術中に患者が死んだとしても暴力が彼に帰されることはない[19]。
- 暴力を犯していない人に他の人が犯した暴力が帰されることがある。誰かが起こした暴力が別の誰かによって賛同され、けしかけられたものである場合にこういうことが起こる[19]。
- アヒンサーが結果としてある人に対してヒンサーとなることもあればヒンサーが結果として別の人に対してアヒンサーとなることもある。例えば、ある人が別の人を暴力の使用によって抑圧から救い出してアヒンサーの結果を享受する一方で、また別の人が暴力的な助けを求めている人を助けてあげなければ、暴力を行っていないのに暴力の結果を受けることになる[19]。

### 暴力の種別
ジャイナ教の修行者は完全な非暴力を遵守するが、在家信者に関しては、以下のように暴力がカテゴライズされている:-
1. サンカルピニー・ヒンサー(Sankalpinī hiṃsā)つまり知性の暴力 – 承知の上でなされる意図的な暴力は最悪な形の暴力であり、在家信者の暴力の戒律上の罪である。サンカルピニー・ヒンサーの例は狩猟・娯楽・装飾のために殺すこと、食糧・生贄のために屠殺すること、敵意・悪意・悪戯で殺したり狩ったりすることなどである。在家信者はサンカルピニー・ヒンサーを行うことを完全に絶つ[20]。
2. ヴィローディニー・ヒンサー(Virodhinī hiṃsā)つまり自己防衛 - ヴィローディニー・ヒンサーは自己防衛あるいは自分の資産、家族、国を暴力的な攻撃者、盗人、盗賊から守るためになされる。在家信者もどんな犠牲を払ってもヒンサーを避けようとするが、このような場合には避けられないので、せめて悪意を持たず、持ち物を最小限にしようと努める[20]。
3. アーランビニー・(グラハランビ・)ヒンサー(Āṛambhinī (Graharambhi) hiṃsā)つまり家庭内の、在家信者の暴力– この暴力は食事を用意したり家の中を掃除したり、洗濯したり、家を建てたり、その他のことを行ううえで避けられない[20]。
4. ウディヨーギニー・ヒンサー(Udyoginī hiṃsā)つまり職業上の暴力 – この暴力は農業、建築業、産業などの職分を果たすことに関係している[20]。

サンカルピニー・ヒンサー(sankalpinī hiṃsā)はどんな犠牲を払っても避けるべきであるが、他の三種の暴力は在家信者の義務を果たすという厳格な要求に優先されるべきでない。さらに、これらは憤怒、強欲、傲慢、虚偽といった激情に影響されるべきでないかあるいはこれらはサンカルピニー・ヒンサーの特徴を持つ。

### 暴力を図るやり方
しかし、アヒンサーが肉体的な暴力のみを禁じていると解するのは間違いであろう。初期のジャイナ経典にはこうある:「三種類の罰―考え、言葉、行為―とともに生命を害するべきでない。」 実際のところは、暴力は以下の四つの原因とともになされると考えられている :
1. 私たちの行為の媒介。私たちは以下のものを通じて暴力を働ける
a. 肉体つまり物質的な行動
b. 発言つまり口頭の行動
c. 心つまり精神的な行動
2. 暴力を働く過程。以下のものが含まれる
a. 行動しようと決めたあるいは計画しただけ
b. 必要な材料や兵器をつなげるなど、行動の準備をする
c. 実際に行動を起こす
3. 私たちの行動の様相
a. 私たち自身が暴力を働く
b. 私たちが他人に暴力を行うよう唆す
c. 私たちが暴力を黙認する
4. 行動の動機。これには暴力の動機となる以下の悪感情が含まれる
a. 憤怒
b. 強欲
c. 傲慢
d. 操作や虚偽
暴力は以上の四つの原因のうちの一つとともに行われる。このことによって、暴力がなされる百八種類のやり方が存在する。

## 非暴力の理論的根拠
ジャイナ教で非暴力が実践されるのは単に神やその他の超越的な存在に命令されたからということではない。その目的は、単に非暴力を遵守することが国家やコミュニティーの公共の利益につながるからではない。ジャイナ教において道徳的・宗教的命令は至上の道徳的努力を通じて完全となったアルハットによって法の前に横たえられているというのは正しいが、彼らの目的は神を喜ばせることではなく、アルハットの生涯がそういった命令はアルハット自身の利益につながり、アルハットが精神的勝利に至るのを助けることを証明してきた。アルハットが非暴力を遵守することで精神的勝利を得るのと同様に、この道を通るだれでも精神的勝利を得ることができる。
ヒンサーを避ける合理的根拠を与えるもう一つの面は、ヒンサーとなるあらゆる行為は行為者自身にとってヒンサーであるということである。暴力行為は外面的には他者を傷つけているように見えるが、その行為を行った本人の魂を傷つけているのである。そのため暴力を行うことで、魂は誰かのドラヴィヤ・プラーニャdravya praṇaとして知られている物質的活力を傷つける場合があるが、一方で魂がカルマに拘束されるようにすることで自分自身のバーヴァ・プラーニャbhāva praṇaとして知られている精神的活力を常に傷つけているのである。ジャイナ教においてアヒンサーを感情的な観点から見ることは完全に間違っている。ジャイナ教の非暴力の教義は理性的な思考に基づいているのであって、感傷的な同情に基づくものではない。この教義は自己に帰着するものであって、社会的な仲間の感情に帰着するものではない。アヒンサーを実践する理由は完全に自己中心的であって、自己の利益のためのものである。とはいえ、力点は個人の解脱にあるものの、ジャイナ教倫理学は他者を考慮に入れることのみを通じてその目的を達成できる。
さらに、ジャイナ教のカルマの教説によれば、自己を含む全ての魂は互いに、人間に転生している間を除いても莫大な時間の間に動物、植物、微生物へと転生している。アヒンサーの概念はカルマの概念と結びつけて理解されたときにより含蓄深いものとなる。魂の転生の教説は人間の形に転生するのと同様に動物に転生することも含んでいるため、あらゆる生命体に対して人間に対するのと同じ親近感を持つことにつながる。ジャイナ教のモットー - 「パラスパローパグラホー・ジーヴァーナム」(Parasparopagraho jīvānām)、「全ての生命は相互に関連していて互いに助け合うことが魂の義務である」と訳される- もアヒンサーに対するジャイナ教の理性的なアプローチを与える。
結論すると、アヒンサーの教説は他者に対する非暴力というより自己に対する非暴力や魂の利益なのである。アヒンサーの究極的な理論的根拠は根本的には他者の利益を促進することというよりヒンサーによって生じるカルマの自己に対する影響に関係している。

## 非暴力と暴力の結果
ジャイナ聖典によれば、アヒンサーを遵守することで健康、強い肉体、将来における強健な肉体が保証される。幸福、快適、長寿、良い名前、好ましい形質、楽しい若年期もやってくる。
暴力をふるうことでこれらの逆、例えば跛、不治の病、友人縁者との別離、悲しみ、短命、低級な存在(畜生や地獄)への転生といったものがもたらされる。ヘーマチャンドラによると、らい病や四肢切断といった病は暴力を与えたことの結果であるという。

## 非暴力に対する思い違い
ジャイナ教の聖典ではアヒンサーにつきものの思い違いについて論じられている。ジャイナ教徒はヴェーダの宗教における生贄やその他の習俗を様々な形での暴力を正当化しているものとして批判する。アーチャーリヤ・アムリタチャンドラの『プルシャールタシッディユパーヤ』(Puruṣārthasiddhyupāya)やアーチャーリヤ・ヘーマチャンドラの『ヨーガシャーストラ』(Yogaśāstra)では、こういった間違った信仰について詳細に語られ、在家信者に対してこの間違った信仰に関して警告している。以下ではそういった在家信者が注意すべき思い違いについて述べる。

### 動物の生贄
動物はヤジナ(生贄)にするために生まれたものであるとヴェーダの宗教では信じられており、そのため生贄は殺戮とはみなされない、というのもそれは生贄を行う人間を高めるだけでなく生贄にされる動物をも高める行為だからである。この信仰はヘーマチャンドラによって、神への奉納や生贄という口実で無慈悲に動物を殺す者は地獄で最も恐るべき生活を送ることになる、と弾劾されている。生贄をささげることで神が喜ぶだとか、宗教的な理由でヒンサーを行うのは問題ないなどと考えるのは思い違いであると言って、アムリタチャンドラもこの営為を糾弾している。

### 暴力的な神に対する信仰
ヘーマチャンドラ、ソーマデーヴァ、ジナセーナといったジャイナ教のアーチャーリヤ達は動物の生贄を要求したり敵を殺したことを誇ったりする暴力的なヴェーダの神々に対する信仰自体を非難してもいる。アーチャーリヤ・ヘーマチャンドラはこう言っている –
「弓矢、メイス、チャクラム、三叉槍などの武器をふるう神が真の神としてあがめられているのは由々しき事態だ。」

### 父祖に対する奉納
先祖の魂を喜ばせ、満足させるために様々な動物を生贄にささげるヴェーダの信仰についてヘーマチャンドラが議論している。これはヘーマチャンドラによって以下のように非難されている –
「先祖に動物を生贄にささげるというヴェーダの習俗もまたジャイナ教のアーチャーリヤによって非難される。」

### 戦場での死の栄光
戦場で死んだ者は天国へ生まれ変わるというヒンドゥー教の教説はマハーバーラタに記述されており、そこではクリシュナがアルジュナにこう告げている:
「戦争で死んだら君は天国へ生まれ変わり、地上を征服して楽しめる;
それゆえ昇る、おおアルジュナ、戦をすることにしよう」
-バガヴァッド・ギーター ii 37
しかしジャイナ教では忌避すべき死や暴力によっては決して天国に行くことはできない。バガヴァティ・スートラの物語によれば、マガダン皇帝のコニカと他の諸王との戦いで戦死した840000人の戦士全員が地獄か畜生に転生したという。戦場の死のさなかで一人平静を保っていた者だけは天国に生まれ変わった。

### その他の間違った信仰
加えて、アムリタチャンドラは以下のように間違った信仰について議論している:
1. 来客や、何らかの経典でしばしば賞揚されている尊敬に値する人物が来たからといって動物を屠るべきではない。
2. 他の動物を殺している野獣を殺すべきだというのも間違った信念である。これはトラなどでスポーツとしての猛獣狩りという名目で正当化されている。
3. 猛獣を殺すことを正当化するために進められるもう一つの間違った信念として、猛獣は多くの生物を殺して重い罪を蓄積しており、そのため彼らを殺すことは慈悲深い行為なのだ、というものがある。ジャイナ教では、殺すことは決して慈悲ある行為とはならない。
4. 苦しんでいるものの苦痛を除去するために彼らを殺すことは賢明なことだと信じているのも思い違いである。この種の主張は年老いていたり傷ついていたりして商業上役に立たなくなった動物を殺すことを正当化するために進められている。
5. 他に間違った信念として、幸福な状態にある者を殺したり間違った信念のもとで瞑想しているものを殺すと死んだ時点での精神状態が未来永劫続くというものがある。
6. 自殺などをすることは肉体に囚われた魂が未来永劫解放され解脱に至るために正当化されるというのも間違った信念である。

## アヒンサーの革命の起源
インドで生まれたすべての宗教で重要な教義であるアヒンサー(Ahiṃsā)はこんにち、インドの宗教の信者によって宗教の話題だとみなされている。しかし、アヒンサーの歴史的起源や、アヒンサーがどのようにして広がり、インド哲学において強固なものになったかはあまり知られていない。アヒンサーの教義はまず非アーリア人の間で紀元前三千年紀頃に発展して、ウパニシャッド哲学の時代にシュラマナの影響下でバラモンに取り入れられたのではないかと研究者たちは推測している。ヴェーダ、マヌ法典、ダルマスートラ、マハーバーラタでは様々な他の場合と同じだけ父祖にささげる生贄・供物として動物を殺し、屠ることについてしばしば記述されている。しかし、カルマの教義がヒンドゥー教で受容されたため、アヒンサーの教義も顕著になった。のちの時代のヒンドゥー教の経典では動物を屠殺することを非難し、アヒンサーを最高の理想の一つとして称揚している。バル・ガンガダル・ティラクはジャイナ教にバラモン教の時代に屠殺をやめたことを帰している。当然のことながら、アヒンサーの起源をジャイナ教とその先駆者であるシュラマナにさかのぼるとする研究者もいる。著名なインド学者トマス・マケヴィリーによれば、インダス文明のある印鑑には、複数の野獣に囲まれながら瞑想する人物が描かれていて、ジャイナ教に類似したインドにおける初期のヨガの証拠となっているという。この特定のイメージは、描かれているすべての動物がこの特定の専門家に献じられていることを表している可能性がある。結果的に、これらの動物は暴力から守られているのである。これがアヒンサーの実践の最初の歴史的な証拠だと考えられる。